# Joel Goldsmith
Joel Goldsmith (ur. 19 listopada 1957, zm. 29 kwietnia 2012) – amerykański kompozytor muzyki do filmów, seriali oraz gier komputerowych. Jest synem Jerry’ego Goldsmitha. Był głównym kompozytorem dla serialu Gwiezdne wrota (serial telewizyjny) (chociaż główny motyw został napisany przez Davida Arnolda, który skomponował muzykę do filmu Gwiezdne wrota z 1994 roku). W Gwiezdnych wrotach: Atlantydzie był autorem całej ścieżki dźwiękowej. Napisał również muzykę do gry Call of Duty 3.
Współpracował z dwoma kompozytorami: swoim ojcem Jerrym Goldsmithem oraz Nealem Acree.

## Nominacje do Nagrody Emmy
- Najlepsza muzyka w serialu (dramatyczna) – Gwiezdne wrota (1998) za odcinek "The Nox"
- Najlepszy muzyczny motyw przewodni – Gwiezdne wrota: Atlantyda (2005)
- Najlepsza muzyka w serialu (dramatyczna) – Gwiezdne wrota: Atlantyda (2006) za odcinek "Grace Under Pressure"

## Twórczość
- War of the Dead (2011)
- Gwiezdne wrota: Wszechświat (2009–2011)
- Sanctuary (2008–2009)
- Gwiezdne wrota: Continuum (Stargate: Continuum, 2008)
- Gwiezdne wrota: Arka Prawdy (Stargate: The Ark of Truth, 2008)
- Gwiezdne wrota: Atlantyda (2004–2009)
- Call of Duty 3 (2006)
- Helena Trojańska (Helen of Troy, 2003)
- Witchblade (2001–2002)
- Diagnoza morderstwo (Diagnosis Murder, 1998–1999)
- Gwiezdne wrota (1997–2007)
- Po tamtej stronie (The Outer Limits, 1997)
- Star Trek: Pierwszy kontakt (Star Trek: First Contact, razem z ojcem, 1996)
- Shiloh (1996)
- Nietykalni (The Untouchables, 1993–1994)
- Drzewo Jozuego (Joshua Tree, 1993)
- Współczesny gladiator (Shootfighter: Fight to the Death, 1992)
- Super Force (1991–1992)
- Księżyc 44 (Moon 44, 1990)
- Człowiek z dwoma mózgami (1983)
- Laserblast (1978)